# Pycnogonum minutum
Pycnogonum minutum är en havsspindelart som beskrevs av Losina-Losinsky, L.K. och L.M. Kopaneva 1973. Pycnogonum minutum ingår i släktet Pycnogonum och familjen Pycnogonidae. Inga underarter finns listade i Catalogue of Life.